# Mauritiobrium undulatum
Mauritiobrium undulatum là một loài bọ cánh cứng trong họ Cerambycidae.